# Gustaf Lindblom (fäktare)
Gustaf Lindblom, född 19 augusti 1883, död 16 mars 1976, var en svensk fäktare (värja och florett). 
Lindblom deltog vid i fyra olympiska spel, 1908 till 1924. I London 1908, blev han oplacerad på värja både individuellet och i lag. 
Vid OS i Stockholm 1912 var han med i det svenska laget som kom på fjärdeplats i värja. Individuellt blev han oplacerad både i värja (utslagen i semifinal) och florett. 
Vid OS i Antwerpen 1920 kom han nia i värja individuellt, samt deltog i de svenska lagen i värja och florett som blev oplacerade.
OS i Paris var hans sista. Han blev oplacerad individuellt i värja (utslagen i mellanpoolen), och var med i det svenska laget som slogs ut redan i försöken.
Gustaf Lindblom blev svensk mästare individuellt i värja åren 1911, 1912 och 1918 samt i florett åren 1917 och 1923.
Han var också med i det segrande laget (Svea Artilleriregemente) i fäktning i Kungens Kanna åren 1914, 1921 och 1922.